# Sulemanu Tetteh
Sulemanu Tetteh (* 18. August 1992 in Accra) ist ein Amateurboxer aus Ghana und Olympiateilnehmer von 2012 im Halbfliegengewicht und 2020 im Fliegengewicht.

## Boxkarriere
Tetteh war Teilnehmer der Jugendweltmeisterschaften 2010 in Baku, der Afrikaspiele 2011 in Maputo und der Afrikanischen Olympiaqualifikation 2012 in Casablanca, wo er im Viertelfinale knapp gegen Mohamed Flissi (14:15) ausschied.
Bei den Olympischen Spielen 2012 in London unterlag er noch im ersten Kampf gegen Jantony Ortiz aus Puerto Rico (6:20). 2014 erreichte er den 5. Platz bei den Commonwealth Games in Glasgow. Bei den Afrikanischen Meisterschaften 2015 gewann er die Silbermedaille.
Bei der afrikanischen Olympiaqualifikation 2016 schied er im Viertelfinale gegen Peter Mungai aus. 2018 verlor er bei den Commonwealth Games in Australien gegen Amit Panghal.
Bei den Afrikaspielen 2019 erreichte er einen fünften Platz und qualifizierte sich bei der afrikanischen Ausscheidung 2020 für die 2021 in Tokio ausgetragenen Olympischen Spiele. Dort besiegte er in der Vorrunde Rodrigo Marte, ehe er im Achtelfinale gegen Yosvany Veitía ausschied. Während der Eröffnungsfeier war er, gemeinsam mit der Leichtathletin Nadia Eke, der Fahnenträger seiner Nation.